# Tiola
Tiola é uma vila da comuna rural de Niena, na circunscrição de Sicasso e região de Sicasso no sul do Mali.

## Vida
No século XIX era capital do Reino de Ganadugu. Em meados do século, era parcialmente povoada por fulas de Uassulu. Em 1856, o fama Daulá Traoré (r. 1845–1860) do Reino de Quenedugu atacou-a. Para repeli-lo, o chefe de Tiola agrupou todas as aldeias aliadas do interior, mas muitos capitularam e os assediados sofreram uma derrota retumbante.